# Ди Фебо (Терамо)
Ди Фебо (итал. Di Febo) је насеље у Италији у округу Терамо, региону Абруцо.
Према процени из 2011. у насељу је живело 29 становника. Насеље се налази на надморској висини од 126 м.